# Rolf Schwarz
Rolf Schwarz (Berlijn, 26 maart 1926 – aldaar, eind maart 2013) was een Duitse clubschaker en werd bekend als schrijver van een openingsencyclopedie. Vanaf 1951 schreef hij een dertigdelige openingsencyclopedie, een werk dat hem veertig jaren kostte. De populariteit van dit grondig werk maakte van hem de tweede populairste Duitse schaakauteur (na Siegbert Tarrasch) en een van de bestverkochte wereldwijd.

## Leven
Schwarz nam als soldaat van de Luftwaffe deel aan de Tweede Wereldoorlog en leerde er het schaakspel. Na de oorlog werd hij leraar geschiedenis, Duits en wiskunde. Nog later werd hij schooldirecteur. Hij had twee dochters en bleef heel zijn leven in Berlijn wonen. 
Schwarz stichtte in 1947 de Lasker-Steglitz schaakclub met Heinz Lehmann en Rudolf Teschner. In het naoorlogse Berlijn gold hij als een van de betere spelers – zo nam hij deel aan het stadskampioenschap van 1949. Zijn sterkte was het combinatiespel en de aanval, op strategisch vlak was hij minder beslagen. Hierover zei hij zelf: Wenn sich wie bei Nimzowitsch alles ineinander verschachtelte, dann bin ich lieber heimgegangen.

## Bekendheid als schaakauteur
Hij begon zijn carrière als schaakschrijver toen hij in 1950 verslag uitbracht van het DDR-kampioenschap in Sömmerda. Het jaar erop verscheen zijn eerste openingsboek, een monografie over het Frans. In 1953 verscheen een 540 blz dikke knuppel over het Siciliaans, een werk dat hij samen met Hans Platz had geschreven en 16.000 keer over de toonbank ging. In 1958 begon zijn samenwerking met Kurt Rattmann, met wie hij tot circa 1985 22 boekdelen uitbracht. Ze kwamen steeds uit met een groene hardcover en waren als dusdanig gemakkelijk herkenbaar. Het populairste werk was merkwaardig genoeg het deel over de Birdopening (1.f4), eerder een rariteit op zowel meesterlijk als amateurniveau. Later veranderde Schwarz van uitgever en koos uitgeverij Schmaus (in Heidelberg) als nieuwe partner. Hier werden in totaal nog zeven delen uitgebracht: Wolga/Benko, Goring, Morra, Siciliaans gambiet (1.e4 c5 2.b4), Siciliaans met 5...e7-e5, Siciliaans Alapin (2.c3) en Larsen (1.b3). Voor Schach-Magazin 64 verzorgde hij tot de jaren negentig de rubriek Fit met gambieten. Zijn laatste werken waren twee boeken in eigen uitgave (1993): 4.Lc1-g5 gegen Grünfeld-Indisch en Sicilaans met 2.b3/ 2.Sf3 e6 3.b3.